# Anthenantia texana
Anthenantia texana är en gräsart som beskrevs av Robert Kral. Anthenantia texana ingår i släktet Anthenantia och familjen gräs. Inga underarter finns listade i Catalogue of Life.